# Surf and turf

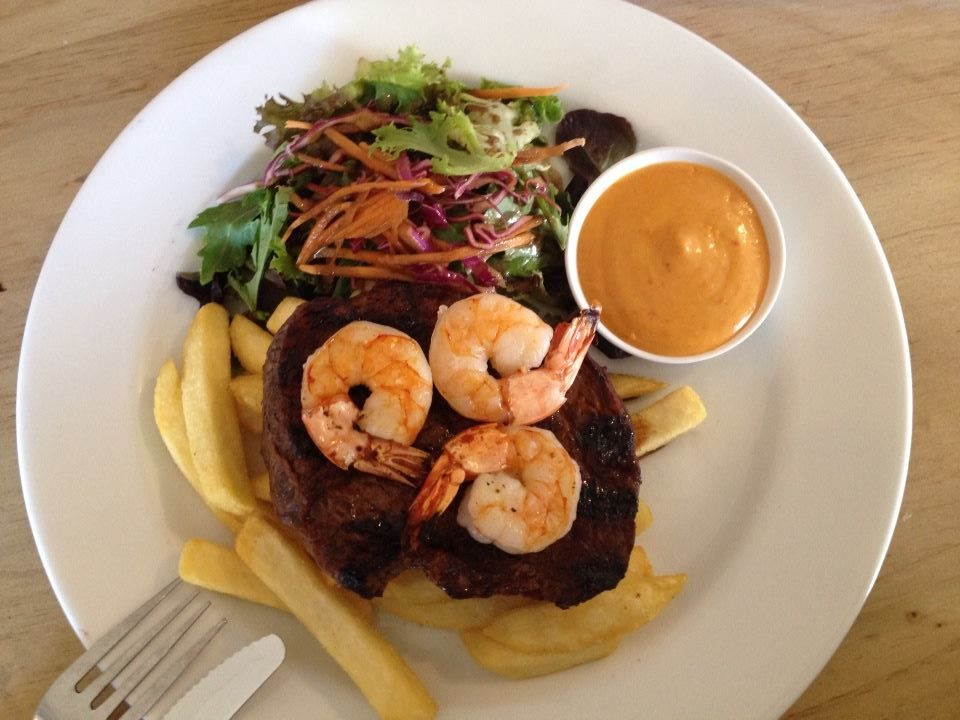
Filete y tres gambas, servido con mayonesa picante, ensalada y patatas fritas.

Surf and turf o surf 'n' turf («surf y pasto») es un plato principal de origen norteamericano que combina productos del mar y carnes rojas. El componente del mar puede ser langosta (ya sea la cola o la langosta entera), langostinos, gambas, calamares o vieiras, cualquiera de los cuales podría ser al vapor, a la parrilla o empanado y frito. La carne es típicamente filete de res, aunque se pueden usar otros. Una combinación estándar es cola de langosta y filet mignon.
El surf and turf se sirve en asadores (steakhouses) de los Estados Unidos, Canadá, Reino Unido y Australia, y también pueden estar disponibles en algunos pubs de estilo británico/irlandés en esos países.

## Etimología
No está claro dónde se originó el término. La cita más antigua conocida es de 1961, en Los Angeles Times.

## Historia
A menudo se consideraba que el surf and turf simbolizaba la «cocina continental» de clase media de los años sesenta y setenta, con langosta y filete (congelados) como alimentos de primera calidad para la clase media.
El nombre ha sido reapropiado por chefs más recientes, como Thomas Keller.

## Variantes
Una variante es la hamburguesa surf 'n' turf, que se prepara con carne picada y varios tipos de productos del mar, como langosta, camarones o cangrejo.